# Теорема Рыль-Нардзевского о неподвижной точке
Теорема Рыль-Нардзевского о неподвижной точке гарантирует существование неподвижной точки для изометрического действия на произвольной группы на выпуклом компактном подмножестве банахова пространства.

## Формулировка
Пусть {\displaystyle E} есть нормированное векторное пространство и {\displaystyle K} — непустое выпуклое подмножество в {\displaystyle E}, которое компактно в слабой топологии.
Тогда каждая группа (или, что эквивалентно: каждая полугруппа) аффинных изометрий {\displaystyle K}имеет по крайней мере одну общую неподвижную точку.

## История
Эта теорема была сформулирована Чеславом Рыль-Нардзевским. Позже Намиока и Асплунд  дали доказательство, основанное на другом подходе.
Сам Рыль-Нардзевский дал полное доказательство следуя своей первоначальной идее.

## Приложения
Теорема Рыль-Нардзевского влечёт существование меры Хаара на компактных группах.

## Вариации и обобщения
- Теорема Маркова — Какутани о неподвижной точке гарантирует существование неподвижной точки для коммутативного аффинного действия на произвольном выпуклом компактном подмножестве локально выпуклого топологического векторного пространства.